# San Felipe (Chili)
Pour les articles homonymes, voir San Felipe.
San Felipe est une ville et une commune du Chili de la région de Valparaíso au Chili, et le chef-lieu de la province de San Felipe. Située à 88 km au nord de Santiago du Chili, elle compte 71 559 habitants (2006).

## Histoire
Elle fut fondée sous le nom de San Felipe el Real en 1740 par le vice-roi José Antonio Manso de Velasco qui la nomma en l'honneur du roi Philippe V d'Espagne, et fut élevée au rang de municipalité en 1770.
Elle gagna en 1813, lors de la guerre d'indépendance chilienne, le surnom de Ville héroïque. Elle fut jusqu'en 1975 (à l'exception de la période entre 1928 et 1936) le chef-lieu de la province d'Aconcagua.

Position de San Felipe (en rouge) au sein de la Région de Valparaiso.

## Principaux monuments
- Cathédrale Saint-Philippe de San Felipe, cathédrale du diocèse de San Felipe et monument national du Chili[1].